# Huracán Lane (2006)
El huracán Lanefue la decimotercera tormenta nombrada, el noveno huracán y sexto huracán mayor de la temporada de huracanes del Pacífico de 2006. El huracán más fuerte del Pacífico para tocar tierra en México desde el huracán Kenna de 2002, Lane se desarrolló el 13 de septiembre de una onda tropical al suroeste de México. Se movió hacia el noroeste, paralelo a la costa de México, y se intensificó constantemente en un área propicia para un mayor fortalecimiento. Después de girar hacia el noreste, Lane alcanzó vientos máximos de 125 mph (205 km/h), e hizo tocar tierra en el estado de Sinaloa en la fuerza máxima. Rápidamente se debilitó y se disipó el 17 de septiembre, y más tarde trajo precipitación a la parte sur del estado de Texas.
A lo largo de su trayectoria, Lane resultó cuatro fallecidos y daños materiales. El dañomás fuerte fue en Sinaloa, donde el huracán llegó a tocar tierra, incluyendo reportes de severos daños a las cosechas. En ese estado, se estima que cuatro miles de hogares fueron afectados por el ciclón, con cerca de 248 mil personas afectadas. En Acapulco se reportaron inundaciones en las calles y avenidas. A causa de eso, resultó los deslizamientos de tierra en algunas áreas. Los daños en todo el país totalizaron $ 2.2 mil millones (2006 MXN) ($206 millones (USD 2006 o $222 millones en USD 2017).

## Historia meteorologíca
Una onda tropical se movió de la costa de África el 31 de agosto. Se desplazó hacia el oeste sin desarrollo y entró en el Océano Pacífico oriental el 10 de septiembre. Un área de convección se desarrolló a lo largo del eje de la onda, varios cientos de millas al sur del Golfo de Tehuantepec. Se movía lentamente hacia el oeste y organizó constantemente. Las características de la convección y de la venda se organizaron alrededor de un centro que se convierte, y el sistema se convirtió en depresión tropical Trece-E el 13 de septiembre. El sistema continuó organizando y se convirtió como la tormenta tropical que lleva el nombre de Lane el 14 de septiembre aproximadamente 145 millas al noroeste de México. Sobre la base de un anticiclón potencialmente en desarrollo sobre la tormenta y una pista sobre las temperaturas del superficie del mar, el Modelo Estadístico de Esquema de Predicción de Intensidad de Huracanes emitió el 46 por ciento de probabilidad de rápida intensificación de la tormenta.
Lane siguió organizándose moderadamente, convirtiéndose la convección profunda en un denso y denso nublado y un flujo definido en la mitad occidental de la tormenta. A finales del 14 de septiembre, un muro ocular comenzó a desarrollarse a corta distancia de la costa mexicana.  Lane siguió fortaleciéndose a medida que se volvía más hacia el norte-noroeste, un movimiento causado debido a la tormenta que se movía alrededor de la periferia occidental de una cresta de nivel medio sobre México. Según los informes de cazadores de huracanes, Lane fue ascendido a estado de huracán el 15 de septiembre a unos 65 kilómetros al oeste-noroeste de Cabo Corrientes, Jalisco. Posteriormente, se fortaleció rápidamente y, seis horas después de que se convirtió en un huracán categoría 2, alcanzó vientos de 165 km/h. Más tarde ese día, el ojo de 10 millas (16 kilómetros) cruzó sobre las Islas Marías. A principios del 16 de septiembre, Lane se fortaleció en un huracán de categoría 3 con vientos máximos de 185 km/h (115 mph) a 85 kilómetros de la costa de México, convirtiéndose en el sexto huracán mayor de la temporada.
Lane siguió organizándose con un ojo de 9 millas (14 km) de ancho rodeado por una convección muy profunda, y la tormenta se fortaleció aún más para alcanzar picos de vientos máximos de 205 km/h al mediodía del 16 de septiembre a las 19:15 UTC. Lane llegó a tocar tierra en una región escasamente poblada de Sinaloa, a 32 kilómetros al sureste de El Dorado. Convirtiéndose como el huracán más intenso por tocar tierra a México y es empatado por el huracán Kenna en la temporada de 2002. La combinación del terreno montañoso de México y el aumento de la cizalladura del viento oeste-suroeste causó que la tormenta se debilite rápidamente y la tormenta se disipó el 17 de septiembre. Los restos de Lane se trasladaron posteriormente a Texas, Estados Unidos.

## Preparativos

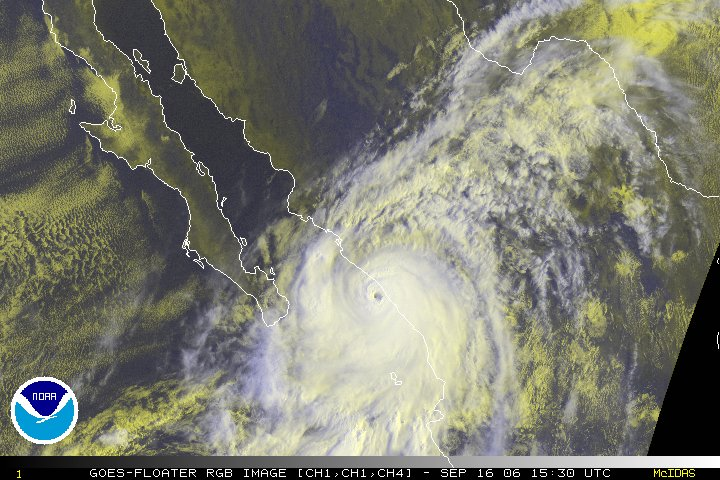
El huracán Lane en su pico de la intensidad antes de tocar tierra

Debido a la trayectoria proyectada de Lane cerca de la costa occidental de México, las autoridades cerraron puertos a los barcos pequeños en las ciudades de Acapulco. Apenas semanas después del huracán John tomó una trayectoria similar a través de la zona, varios turistas voluntariamente dejaron sus vacaciones para volar a casa. Muchos residentes abordaron edificios y compraron suministros de huracanes en preparación para la tormenta. Los funcionarios también cerraron escuelas en todo el estado de Guerrero. En total, 40.400 turistas fueron evacuados de la costa mexicana. Según la Secretaría de Gobernación, bajo la cual opera el Servicio de Protección Civil, había 5.5 millones de hogares y 21 millones de personas en 21 estados amenazados por el sistema en todo México.  Como resultado, las autoridades evacuaron a unas 2.000 personas a refugios de emergencia. 
Cuando Lane se acercó a la costa, todos los puertos marítimos entre Michoacán y Sinaloa fueron cerrados, y el Servicio Meteorológico Nacional advirtió a la población en general sobre la amenaza de inundaciones y deslizamientos de tierra. Cuando el huracán llegó a tocar tierra, el gobierno del estado de Sinaloa emitió un estado de emergencia para los municipios de Ahome, Guasave, Angostura, Salvador Alvarado, Culiacán, Navolato, Elota, San Ignacio y Mazatlán. La llegada del huracán obligó al cierre de varios vuelos en el Aeropuerto Internacional General Rafael Buelna en Mazatlán, Sinaloa. Antes de entrar en el área, el Servicio Meteorológico Nacional de Estados Unidos emitió una alerta de inundaciones en Texas debido a los remanentes de Lane.

## Impactos

### México

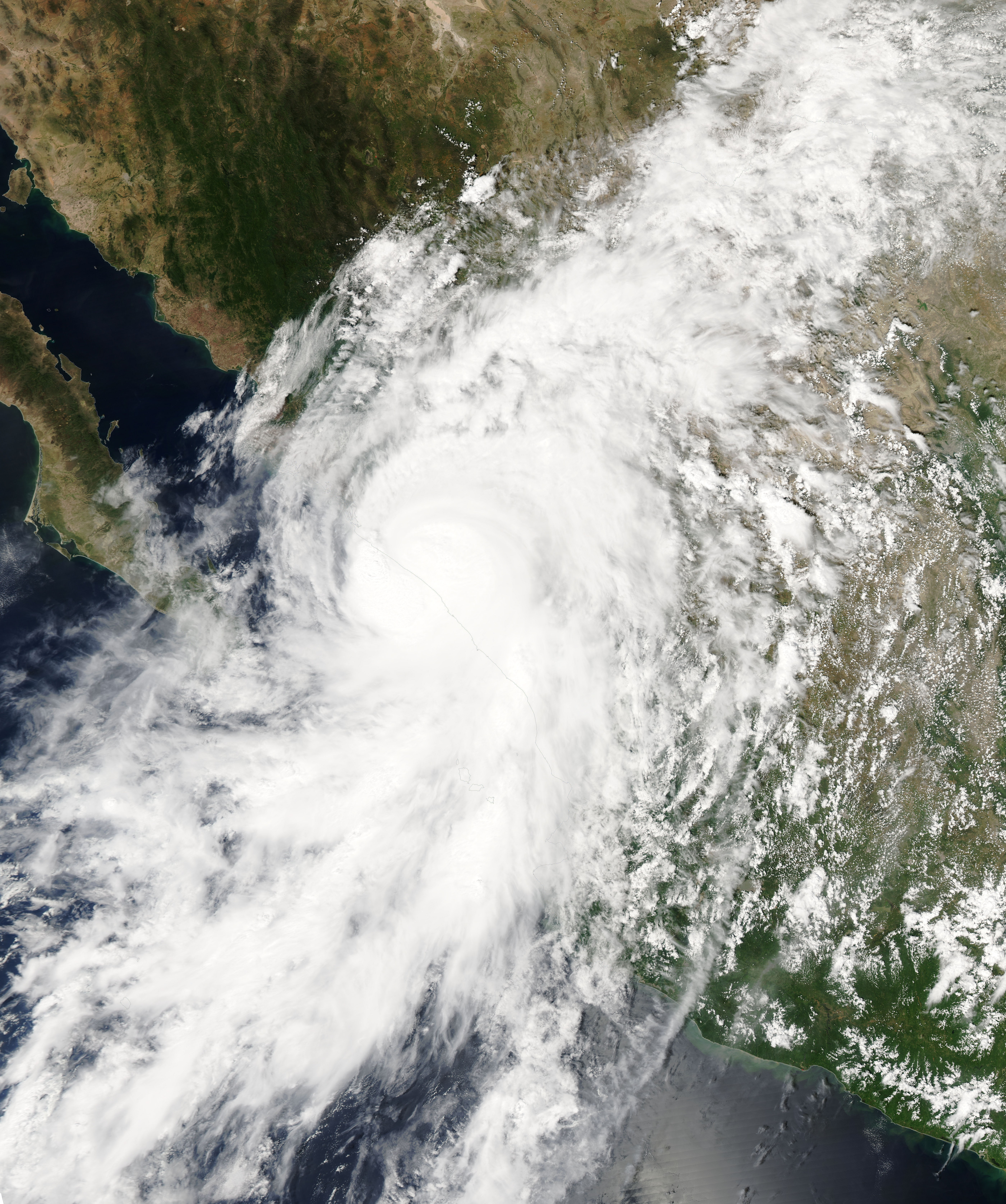
Lane tocando tierra en Sinaloa

En Acapulco, la tormenta produjo fuertes oleajes y fuertes lluvias, dejando las calles costeras con hasta 16 pulgadas (405 mm) de agua. Las fuertes lluvias inundaron 200 casas y causaron un deslizamiento de lodo, resultando en la muerte de un niño de siete años. Las inundaciones también ocurrieron en el aeropuerto de Acapulco, aunque el servicio no fue interrumpido. Fuera de la costa, fuertes oleajes volcaron un bote, dejando a una persona desaparecida. Las fuertes lluvias en el puerto de Lázaro Cárdenas, Michoacán, desbordó un canal, obligando a más de 500 personas a evacuar sus hogares. 500 acres (2 km²) de cultivos fueron destruidos por Lane en Michoacán. El daño vial y aeroportuario en Colima ascendió a alrededor de $30 millones (2006 MXN, $2.7 millones 2006 USD).En Cajón de Peña, Jalisco, las precipitaciones totalizaron 7.36 pulgadas (187 mm). Un hombre murió en Pueblos Unidos después de ser derribado por fuertes vientos. En Jalisco, 109 personas tuvieron que evacuar sus hogares debido a los deslizamientos de tierra y las fuertes lluvias.
En El Dorado, Sinaloa, cerca en donde tocó tierra la huracán, el huracán arrasó las carreteras y destruyó miles de hogares frágiles. Los fuertes vientos derribaron torres de electricidad, árboles y señales de tráfico, dejando a muchos sin electricidad. En Mazatlán, al sureste de donde Lane se deplazaba a tocar tierra, el huracán produjo fuertes vientos y fuertes lluvias, causando inundaciones en las calles y cortes de energía. La amenaza del huracán forzó la cancelación de un Desfile del Día de la Independencia. Entre Mazatlán y la capital del estado, Culiacán, el huracán destruyó un puente, dejando a docenas de camiones varados. En Culiacán, una persona murió cuando conducía su automóvil a un río, mientras que varias calles se inundaron por la tormenta.
A lo largo de Sinaloa, varios caminos dañados dejaron a muchas comunidades aisladas del resto del país. Lane causó graves daños en agrícolas  en el estado, posiblemente llegó con una estimación de $600 millones (2006 MXN, $55 millones 2006 USD). El huracán también dañó las instalaciones de tratamiento de agua y los sistemas de distribución en múltiples comunidades, lo que llevó a la Secretaría de Salud a declarar una alerta sanitaria en Sinaloa. Los daños en Sinaloa totalizaron alrededor de $1,2 mil millones (2006 MXN), $109.3 millones (2006 USD).
En todo México, el huracán Lane mató a cuatro personas. Un estimado de 4,320 hogares fueron afectados por el huracán, con cerca de 248,000 personas afectadas. Los sistemas de agua fueron dañados en nueve municipios, dejando miles temporalmente sin agua. Un total de 19,200 millas (30,000 km) de caminos y carreteras fueron dañados hasta cierto punto, incluyendo algunos puentes destruidos. En total, el huracán causó alrededor de $2.2 mil millones (2006 MXN, $203 millones 2006 USD) en daños en el país.

### Estados Unidos
En los Estados Unidos, los remanentes de Lane trajeron la precipitación al sur de Texas.

## Consecuencias
Al día siguiente de la llegada del huracán Lane, la mayoría de las personas evacuadas regresaron a sus hogares para comenzar las tareas de limpieza. Algunos turistas que permanecieron en la zona durante la tormenta continuaron sus vacaciones, mientras que otros intentaron abandonar la zona. El gobierno federal declaró estado de emergencia para nueve municipios de Sinaloa, lo que permitirá que fondos de emergencia brinden apoyo a la población afectada. Se utilizaron helicópteros para distribuir alimentos y localizar a los residentes aislados. El gobierno instaló tres albergues temporales en Mazatlán para 360 personas y tres albergues en Culiacán para unos 1,000 residentes afectados. Para prevenir la propagación del dengue, las autoridades enviaron epidemiólogos a 67 comunidades, con 18 unidades móviles y 15 nebulizadores. Un mes después del huracán, todas las carreteras y autopistas afectadas estaban abiertas al transporte.